# Veckeln
Veckeln är en sjö i Flens kommun och Katrineholms kommun i Södermanland och ingår i Nyköpingsåns huvudavrinningsområde. Sjön har en area på 1,54 kvadratkilometer och ligger 19,9 meter över havet. Sjön avvattnas av vattendraget Hedenlundaån.

## Delavrinningsområde
Veckeln ingår i det delavrinningsområde (654198-154171) som SMHI kallar för Utloppet av Veckeln. Medelhöjden är 29 meter över havet och ytan är 5,65 kvadratkilometer. Räknas de 34 avrinningsområdena uppströms in blir den ackumulerade arean 382,28 kvadratkilometer. Hedenlundaån som avvattnar avrinningsområdet har biflödesordning 3, vilket innebär att vattnet flödar genom totalt 3 vattendrag innan det når havet efter 55 kilometer. Avrinningsområdet består mestadels av skog (26 procent), öppen mark (12 procent) och jordbruk (35 procent). Avrinningsområdet har 1,52 kvadratkilometer vattenytor vilket ger det en sjöprocent på 26,9 procent.